# ماري آن ايسبوسيتو
ماري آن ايسبوسيتو (بالإنجليزية: Mary Ann Esposito)‏ هي طباخة ومقدمة تلفزيونية أمريكية، ولدت في 3 أغسطس 1942 في بوفالو في الولايات المتحدة.

## وصلات خارجية
- الموقع الرسمي
- ماري آن ايسبوسيتو على موقع IMDb (الإنجليزية)